# Bia tưởng niệm Żegota

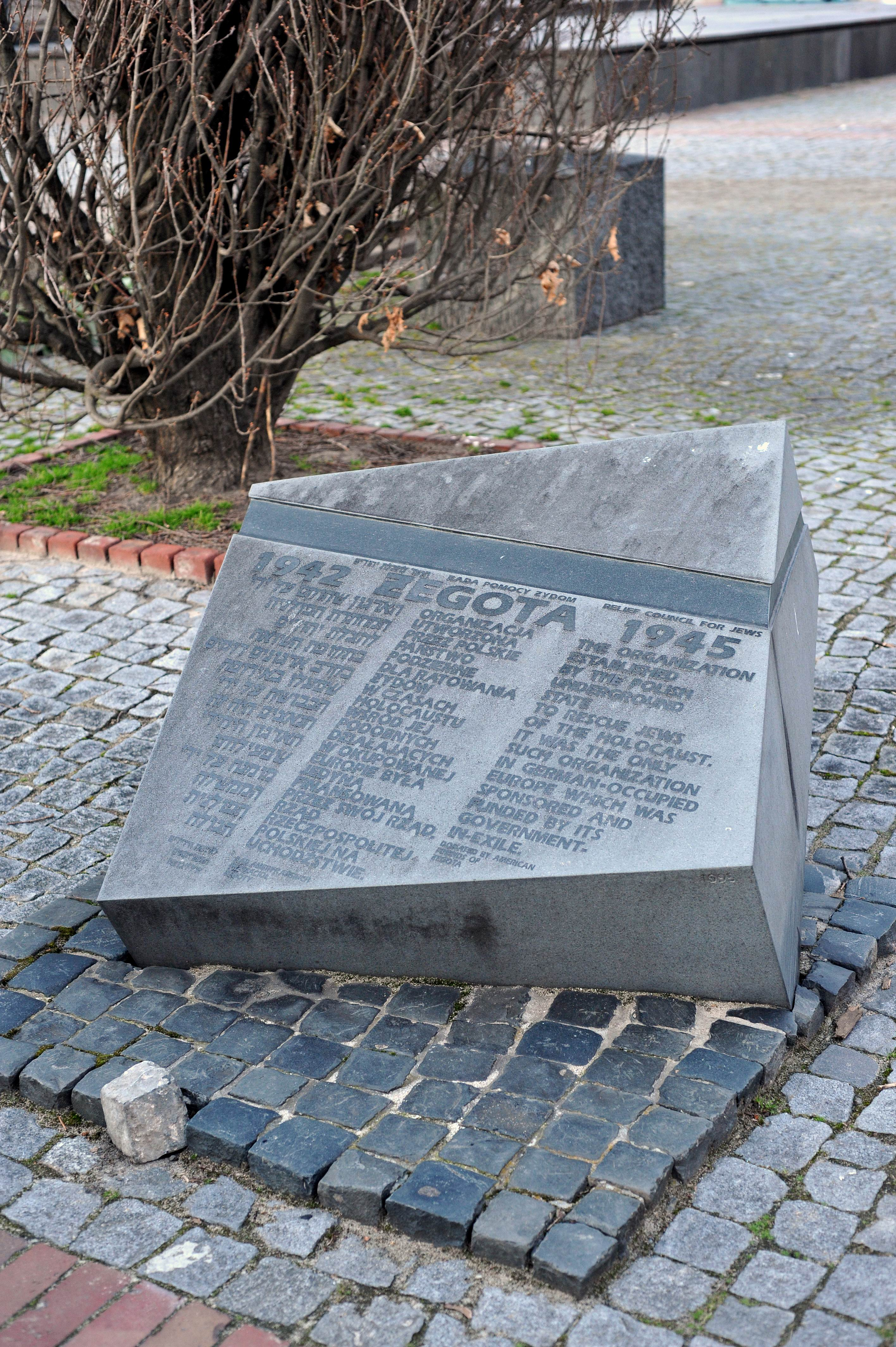
Bia tưởng niệm Żegota

Bia tưởng niệm Żegota là bia tưởng niệm bằng đá vinh danh cho tổ chức Żegota có công rất lớn trong công cuộc giải cứu người Do Thái trong cuộc đại diệt chủng Holocaust tại Ba Lan.  Tấm bia tọa lạc trên phố Anielewicza thuộc khu phố Muranów của thủ đôWarszawa, Ba Lan, ở vị trí gần Đài tưởng niệm các Anh hùng Ghetto và POLIN - Bảo tàng Lịch sử về Người Do Thái Ba Lan.

## Mô tả
Tấm bia khắc dòng chữ bằng ba thứ tiếng (tiếng Do Thái, tiếng Ba Lan và tiếng Anh) tóm tắt câu chuyện về Żegota (tổ chức còn được gọi là Hội đồng cứu trợ người Do Thái với Phái đoàn Chính phủ Ba Lan). Dòng chữ có nội dung: "Hội đồng Cứu trợ Người Do Thái 1942 Żegota 1945. Tổ chức do Chính phủ địa hạ Ba Lan thành lập để giải cứu người Do Thái trong thảm họa Holocaust. Đó là tổ chức duy nhất ở châu Âu bị Đức chiếm đóng được chính phủ lưu vong tài trợ. " 

## Lịch sử
Bia tưởng niệm do kiến trúc sư Hanna Szmalenberg và Marek Moderau  thiết kế.. Trong lễ khai mạc ngày 27 tháng 9 năm 1995, Giáo sĩ trưởng thành phố Warszawa Pinchas Menachem Joskowicz và Giám mục Stanislaw Gadecki đã đến cầu nguyện.
Bia tưởng niệm đặt bên cạnh một cây sồi trồng từ năm 1988 để kỷ niệm 45 năm Cuộc nổi dậy khu Ghetto ở Warszawa.
Trong các lễ tưởng nhớ về thảm sát Holocaust, vòng hoa được bày biện quanh bia tưởng niệm.